# Louis Reckelbus
Louis Reckelbus, né le 26 mars 1864 à Bruges et mort dans la même ville le 18 septembre 1958, est un peintre et un aquarelliste belge.
Peintre représentant électivement la ville de Bruges, il est le premier conservateur du musée Groeninge.

## Biographie

### Famille
Louis (Louis Joseph) Reckelbus, né le 26 mars 1864 rue Sainte-Claire no 12 à Bruges, est le fils de Joseph Dominique Reckelbus (1825-1890), agent de police, et d'Anne Thérèse Pannier (1828-1881), dentellière. Il demeure célibataire.

### Formation
Louis Reckelbus étudie à l'Académie des beaux-arts de Bruges, où il bénéficie de l'enseignement du peintre Edmond Van Hove. Il perfectionne son art lors de voyages à Paris et aux Pays-Bas. Dès 1890, tandis qu'il est commis des postes, il expose plusieurs aquarelles dans sa ville natale. En 1892, l'administration communale de Bruges organise un concours afin de réaliser une affiche valorisant la ville et seuls les Brugeois sont admis à y participer. Le projet de Louis Reckelbus remporte le prix.

### Carrière
En 1895, et l'année suivante, Louis Reckelbus expose des aquarelles aux 18e et 19e salons du cercle artistique de Bruges. En juin 1896, lors d'une exposition personnelle à la Salle d'Orgue de Bruges, il envoie de nombreuses aquarelles : L'Estacade, L'Escaut devant Zierikzee, Rêverie, Crépuscule sur la neige, Moulin hollandais,….
Louis Reckelbus est membre du cercle artistique brugeois Le Chat noir, créé en 1894. À partir de 1897, il participe à plusieurs salons triennaux belges, de même qu'à divers salons de la Société royale belge des aquarellistes et au Cercle artistique de Bruxelles, où il bénéficie d'une exposition personnelle en 1909. Au Salon de Bruxelles de 1914, il expose Canal en automne et Enclos ensoleillé. Lors de la Première Guerre mondiale, il se réfugie en Cornouailles,.
En 1930, pensionné des postes belges, Louis Reckelbus est chargé du classement des œuvres d'art et nommé conservateur du Musée Groeninge, récemment créé. Il occupe cette fonction honorifique et bénévole jusqu'en 1954.
Le 18 septembre 1958, Louis Reckelbus meurt, à l'âge de 94 ans, à Bruges. Après sa mort, sa maison traditionnelle au quartier Westmeers, comprenant de nombreux meubles, livres, vaisselle est brièvement l'objet d'un projet muséal, abandonné au profit d'une vente aux enchères du mobilier de l'artiste.

## Œuvre

### Caractéristiques
Louis Reckelbus est peintre avec une prédilections pour les aquarelles. Sa facture teintée de luminisme, s'exprime de manière variée dans les paysages, les marines, les vues de villes (surtout Bruges) et les natures mortes, souvent étoffées de fleurs.

Lors de l'exposition personnelle du peintre au Cercle artistique et littéraire de Bruxelles en mars 1909, le journaliste de L'Indépendance belge écrit : 

« C'est un artiste d'un sobre et sincère talent . Il peint à la gouache, ou tout au moins à l'aquarelle gouachée, des coins de Bruges avec des ponts en dos d'âne jetés sur des canaux bordés de maisons à redans, avec des perspectives de ruelles méandreuses. Quelquefois, quittant la ville, Louis Reckelbus gagne la campagne environnante, cet ancien pays du Franc et y copie en tonalités trop crues et peu distinguées des sites ruraux. Car le domaine où l'aquarelliste trouve sa vraie expression, est surtout cette vieille cité, où il vit, où il a grandi, et dont il comprend le pittoresque désolé et grave […]. La coloration , de temps à autre assez sèche en sa matité, est puissante d'accords sévères, qui font valoir la substance des choses […]. Ce qui nous a plu particulièrement dans ce salonnet d'un artiste vaillant et personnel, c'est La Neige au déclin du jour, Le Petit canal sous la neige, L'Entrée d'un enclos paisible, Le Pavillon Louis XV, Le Vieil escalier,… »

La ville de Bruges demeure son sujet de prédilection, il y réside durant toute sa vie et y expose fréquemment. Sa manière gagne de l'ampleur et de l'audace au fil du temps. Louis Reckelbus fréquente également le littoral, la Flandre et l'Artois. Lors de son exil en Cornouailles, son art progresse en technique et en inspiration. De retour en Belgique en 1918, il ramène des œuvres représentant des horizons nouveaux et une lumière différente. S'il prise la nostalgie des vieux canaux, l'ambiance grise des cours conventuelles, les béguinages et des vieilles bâtisses recouvertes de lichens, il excelle aussi dans la peinture florale : tournesols, geraniums, pavots et tulipes. La netteté de ses lignes et le respect du détail caractérisent ses œuvres.

### Expositions triennales
- Salon de Bruxelles de 1897 : Chaumière au Zoute et Été (aquarelles)[9].
- Salon de Gand (XXXVIIe) de 1899 : Hiver et Maisonnettes ensoleillées (aquarelles)[10].
- Salon de Bruxelles de 1903 : Jour de marché, Vieux pont et Coin d'une cour d'hospice (aquarelles)[11].
- Salon de Bruxelles de 1907 : Vieux pont à Bruges, Neige et La Maison du Pélican à Bruges (aquarelles)[12].
- Salon de Bruxelles de 1914 : Canal en automne et Enclos ensoleillé (aquarelles)[4].

### Collections muséales
- Musée royal des Beaux-Arts d'Anvers[13] :
  - Bruges sous la neige (s.d.), aquarelle sur carton, format 73 × 107 cm, inventaire no 1667.
- Musée Groeninge à Bruges[2] :
  - L'Arentshuis à Bruges en automne (1911-1924), aquarelle sur papier, format 92 × 110,5 cm, inventaire no 0000.GRO0121.I.

## Honneurs
Louis Reckelbus est titulaire des distinctions suivantes :
- Chevalier de l'ordre de Léopold ;
- Officier de l'ordre de Léopold ;
- Chevalier de l'ordre de la Couronne (15 juillet 1922) ;
- Officier de la Légion d'honneur ;
- Membre de l'ordre de l'Empire britannique (MBE).